# Ormetica vulcanica
Ormetica vulcanica är en fjärilsart som beskrevs av Adalbert Seitz 1921. Ormetica vulcanica ingår i släktet Ormetica och familjen björnspinnare. Inga underarter finns listade i Catalogue of Life.